# Mỹ Thọ, Phù Mỹ
Mỹ Thọ là một xã thuộc huyện Phù Mỹ, tỉnh Bình Định, Việt Nam.

## Địa lý
Xã Mỹ Thọ có diện tích 34,26 km², dân số năm 1999 là 15.134 người, mật độ dân số đạt 438 người/km².

## Hành chính
Xã Mỹ Thọ được chia thành 12 thôn: Cát Tường, Chánh Đạo, Chánh Tường, Chánh Trạch 1, Chánh Trạch 2, Chánh Trạch 3, Chánh Trực, Đại Lương, Tân Phụng 1, Tân Phụng 2, Tân Thành, Thuận An.